# Corridor perse
 (janvier 2017).
Si vous disposez d'ouvrages ou d'articles de référence ou si vous connaissez des sites web de qualité traitant du thème abordé ici, merci de compléter l'article en donnant les références utiles à sa vérifiabilité et en les liant à la section « Notes et références ».

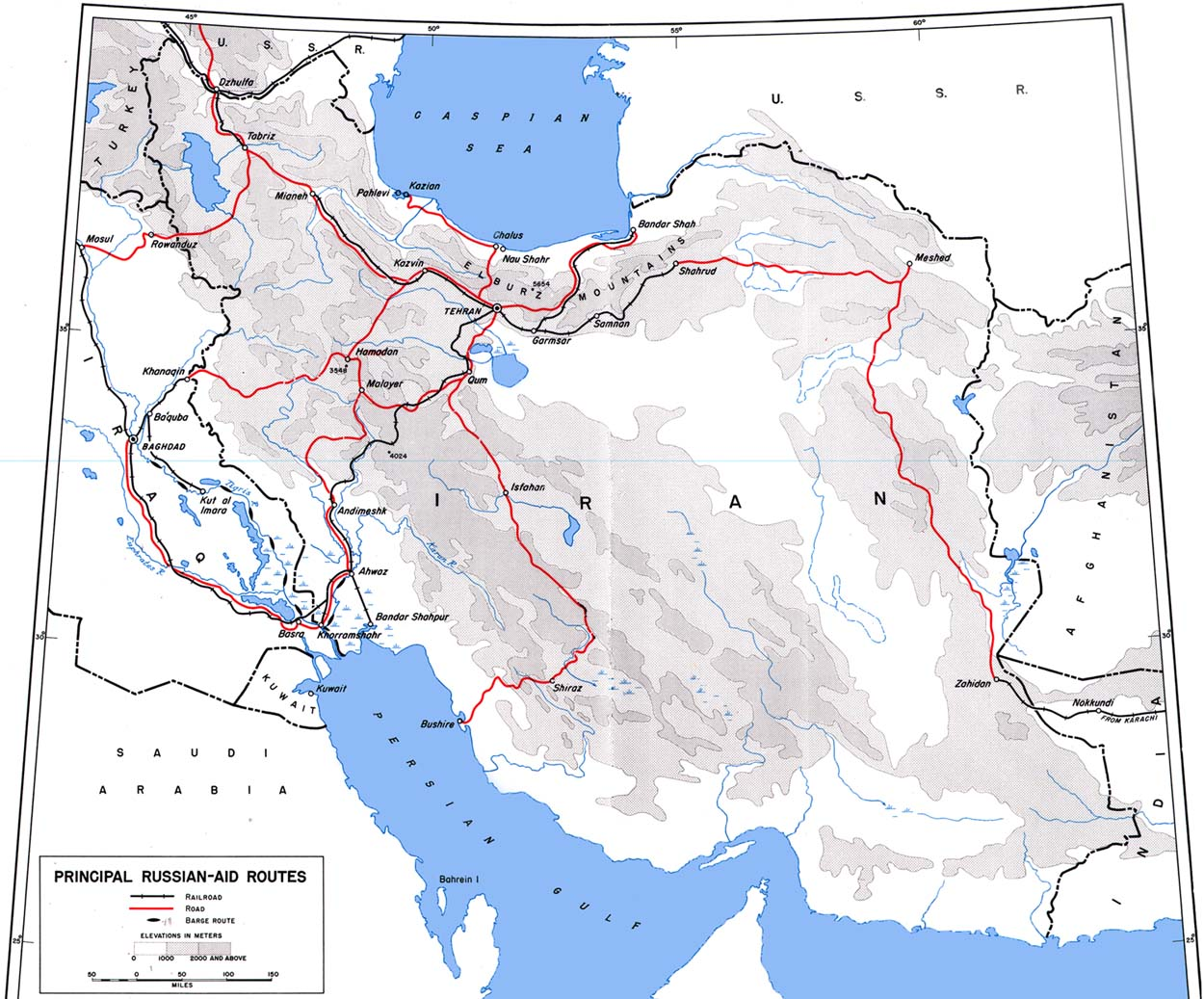
Routes en Iran et en Irak utilisé par le corridor perse.

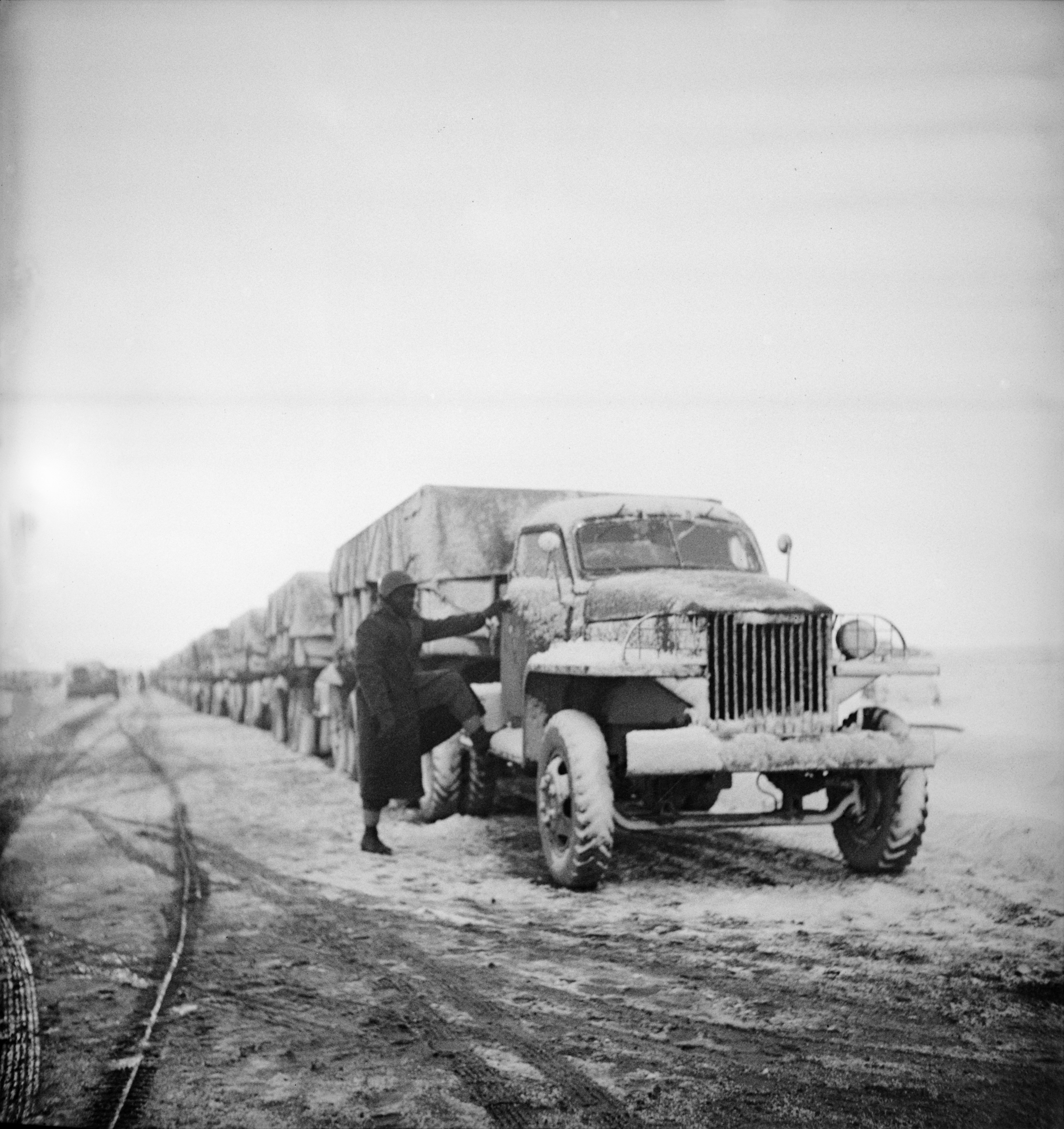
Des camions américains quelque part sur le trajet du corridor perse.

Le Corridor perse est une route d'approvisionnement traversant l'État impérial d'Iran et le royaume d'Irak par laquelle l'aide britannique et les fournitures résultant du programme de prêt-bail américain étaient transférées à l'Union soviétique durant la Seconde Guerre mondiale, depuis les ports du golfe Persique jusqu'à l'Azerbaïdjan soviétique.

## Contexte
La nation iranienne a été dénommée « Perse » en Occident depuis l'époque des guerres médiques. Les premiers peuples iraniens sont connus dans l'histoire sous le nom de Parsua mentionné dans les textes akkadiens. Durant des siècles, Perse était le terme correct pour désigner l'Iran et ce nom est resté dans l'esprit de beaucoup d'étrangers bien après que Reza Pahlavi eut décidé de revenir au nom d'Iran. Les documents officiels britanniques de la période du corridor perse continuèrent à utiliser le nom « Perse » mais celui-ci est parfaitement interchangeable avec le mot « Iran ». Dans la correspondance gouvernementale du Royaume-Uni, l'usage du mot « Perse » a perduré sous l'influence de Winston Churchill pour éviter toute confusion avec l'Irak voisin.

### Le renversement du Shah

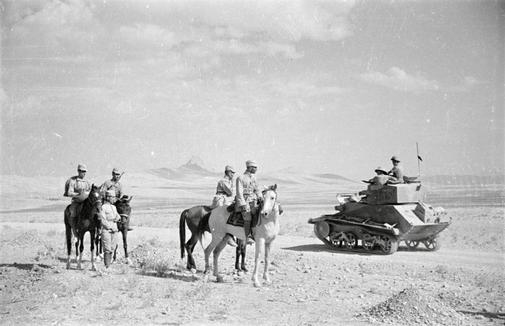
Troupes britanniques et soviétiques dans le désert iranien en août 1941 guerre mondiale.

Après l'invasion allemande de l'URSS en juin 1941, la Grande-Bretagne et l'Union soviétique devinrent alliés. Les deux camps se tournèrent vers l'Iran et virent dans le chemin de fer transiranien récemment ouvert un moyen intéressant de transporter des marchandises depuis le golfe Persique jusqu'en URSS. Le Royaume-Uni et l'URSS utilisaient leurs concessions issues de précédentes interventions pour pousser l'Iran (et dans le cas britannique, l'Irak) à autoriser des actions militaires et logistiques sur son territoire. L'accroissement des tensions en particulier avec le Royaume-Uni ont notamment abouti à des rassemblements pro-allemands à Téhéran. En août 1941, devant le refus de Reza Chah d'expulser les ressortissants allemands et son attitude de moins en moins favorable au camp allié, le Royaume-Uni et l'Union soviétique envahirent l'Iran, exilèrent le monarque en Afrique du Sud et prirent le contrôle du pays.
En 1942, les États-Unis, devenus alliés de la Grande-Bretagne et de l'URSS, envoyèrent une force militaire pour aider à la maintenance des voies de chemin de fer. Les forces alliées étaient sous le commandement du Persia and Iraq Command. Les Britanniques et les Soviétiques ont provoqué l'effondrement du système politique du Shah Reza et limité les pouvoirs du gouvernement. Ils placèrent le fils du Shah Reza, Mohammad Reza Pahlavi sur le trône iranien.
Le nouveau Shah signa rapidement un accord par lequel il s'engageait à une coopération non-militaire mais logistique avec les Britanniques et les Soviétiques en échange de la reconnaissance de l'indépendance de son pays et la promesse de se retirer d'Iran dans les six mois suivant la fin de la guerre. En septembre 1943, le Shah alla plus loin en déclarant la guerre à l'Allemagne. Il signa la Déclaration des Nations unies lui donnant droit à un siège aux Nations unies. Deux mois plus tard, il accueillit la conférence de Téhéran entre Churchill, Roosevelt et Staline.
La présence de troupes étrangères en Iran accéléra les changements sociaux et provoqua la montée du nationalisme. En 1946, Hossein Gol-e-Golab publia l'hymne nationaliste Ey Iran après avoir été témoin de l'agression d'un vendeur de fruits par un soldat américain lors d'une altercation dans un marché.

## Efforts de guerre

### Route d'approvisionnement
Les Alliés livrèrent toute sorte de matériel à l'Union soviétique, depuis les camions Studebaker jusqu'aux bombardiers B-24 Liberator. La plupart du ravitaillement arrivait dans les ports du golfe Persique puis était transporté par camions ou par trains vers le nord. Une partie était chargée sur des bateaux pour traverser la mer Caspienne.
Les troupes américaines dans le corridor étaient sous le commandement de l'Iran-Irak Service Command, renommé ensuite Persian Gulf Service Command, successeur de la mission militaire américaine en Iran qui avait été mise en place pour transporter le ravitaillement du Lend-Lease avant l'entrée en guerre des États-Unis. La mission était initialement commandée par le colonel Son G. Shingler qui fut remplacé par le général de brigade Donald H. Connolly.

### Statistiques
L'effort de guerre allié pour le ravitaillement fut impressionnant. Les Américains ont livré à eux seuls 178,3 millions de tonnes de matériel à l'URSS via de multiples routes dont les convois de l'Arctique (1941-1945) à destination des ports de Mourmansk et d'Arkhangelsk. Les Soviétiques ont également convoyé du ravitaillement depuis la côte ouest des États-Unis jusqu'à Vladivostok puisque, jusqu'en août 1945, ils n'étaient pas en guerre avec le Japon. Le corridor perse a permis de transporter 4 225 858 tonnes de fret. Cependant, les États-Unis ne furent pas les seuls à emprunter cette voie et il faut tenir compte de l'effort fourni par tous les autres alliés comme la Grande-Bretagne, les Indes britanniques, l'Afrique du Sud, l'Australie et de nombreuses autres colonies et protectorats. Au total, plus de 8 millions de tonnes de marchandises furent débarquées dans le corridor, la plupart à destination de la Russie mais également à destination du front d'Afrique du Nord sans oublier le ravitaillement destiné à l'Iran qui devait subvenir aux besoins des troupes étrangères sur son sol.

### Routes d'approvisionnement

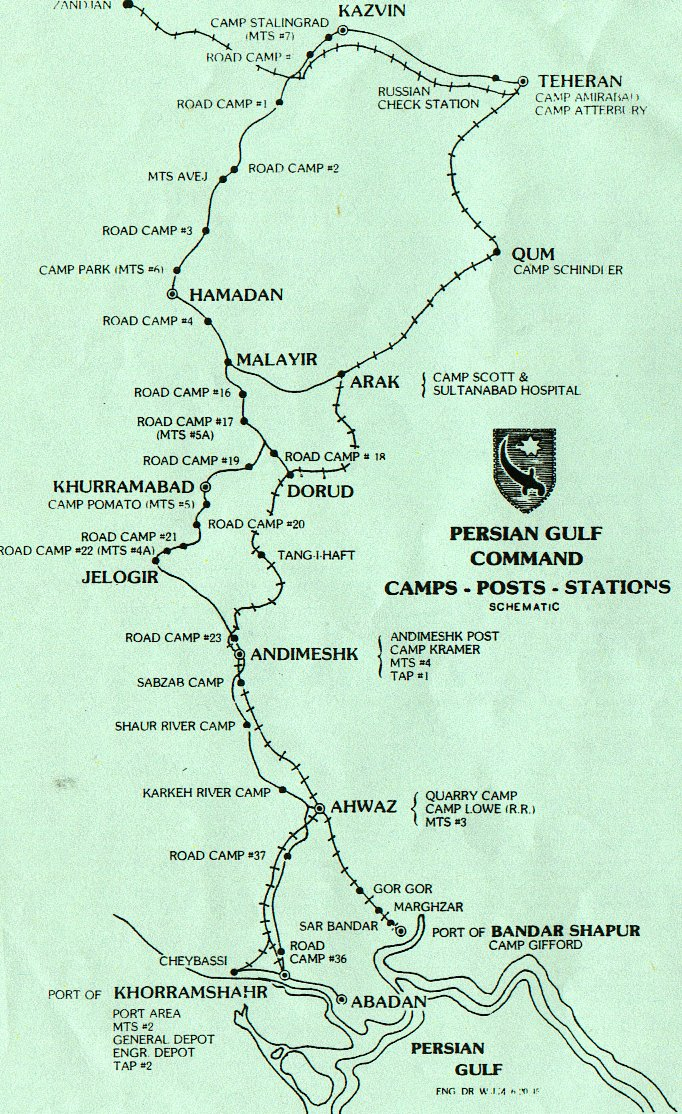
Carte détaillée des routes du corridor perse (Persian Gulf Command).

Le ravitaillement provenait de destinations aussi lointaines que les États-Unis ou le Canada et était déchargé dans les port irakiens ou iraniens. Une fois que les forces de l'Axe furent chassées de la Tunisie, de la Sicile et du sud de l'Italie en 1943, les convois purent traverser la mer Méditerranée et le canal de Suez jusqu'en Iran pour livrer leur chargement. La Turquie n'autorisait pas le ravitaillement à passer sur son territoire ou par la mer Noire, jusqu'à ce qu'elle déclare la guerre à l'Allemagne en février 1945.

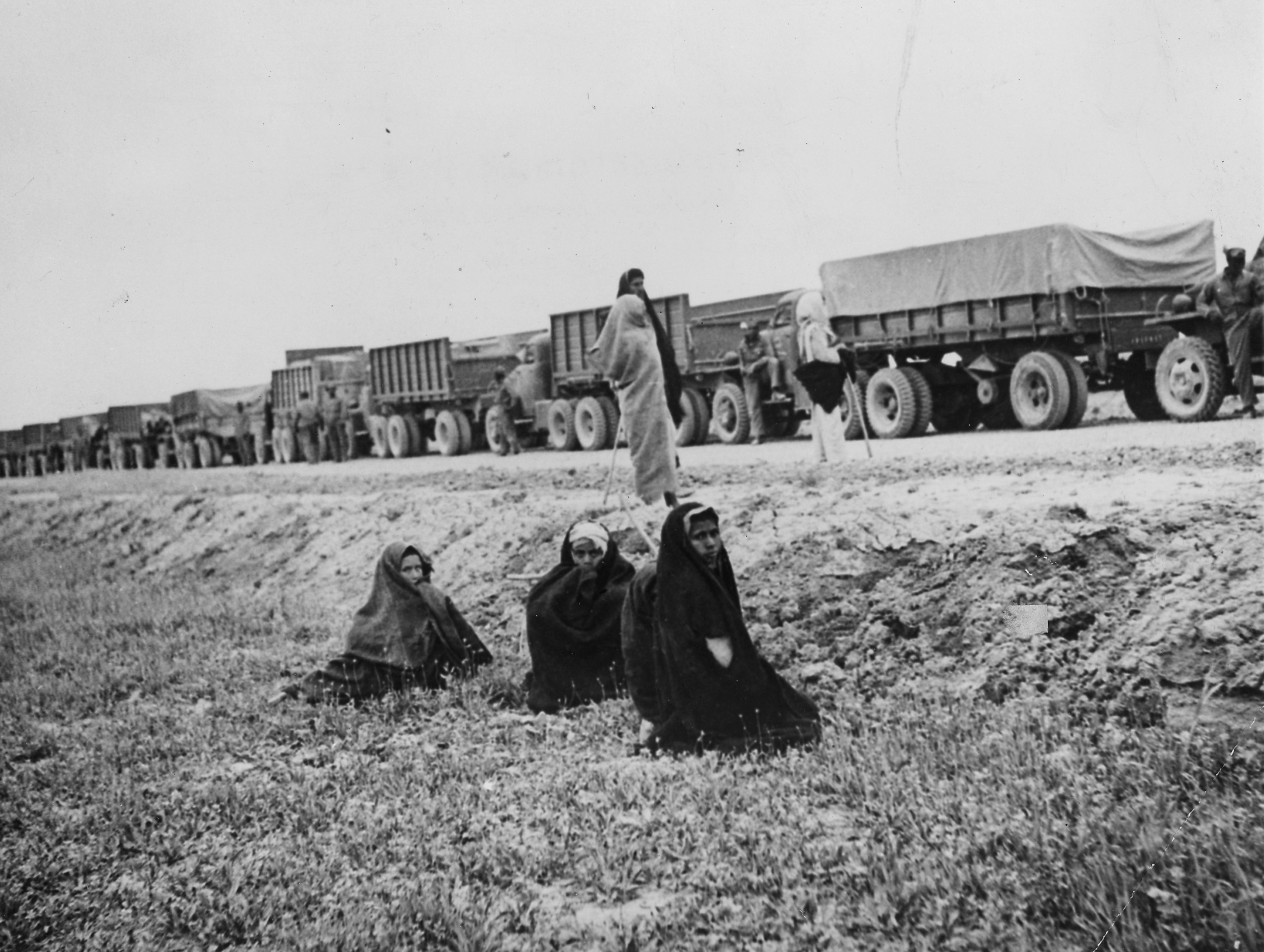
Femmes iraniennes observant un convoi allié à l'arrêt quelque part dans le corridor.

Les principaux ports d'entrée du corridor furent :
En Iran,
- Bushehr
- Bandar Shahpur (aujourd'hui Bandar Imam Khomeini)

En Irak,
- Bassorah
- Umm Qasr.

Les convois partaient des ports vers Téhéran et ensuite :
- Téhéran — Achgabat
- Téhéran — Bakou

Il existait également des voies ne passant pas par Téhéran :
- Bassorah — Qazvin
- Dzhulfa — Beslan.

Le principal port sur la mer Caspienne était Nowshahr. Les navires transportaient le ravitaillement depuis ce port vers Bakou et Makhatchkala.

#### Autres voies
Il existait de nombreux points de transit le long de la route :

##### En Azerbaïdjan
- Lankaran

##### En Arménie
- Erevan

##### En Géorgie
- Tbilissi

##### En Ossétie du Nord
- Beslan

##### En Iran

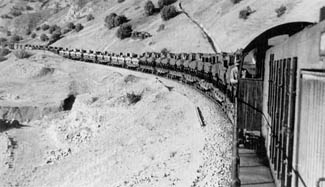
Un convoi allié transportant du matériel pour l'Armée rouge.

Ports
- Bandar Anzali
- Bandar Abbas
- Chabahar
- Noshahr
- Bandar-e Shah (aujourd'hui Bandar Torkoman)
- Amir Abad port
- Khorramshahr
- Bushehr
- Assalouyeh
- Bandar-e Mahchahr
- BIK port
- Fereydunkenar

Villes
- Andimeshk
- Téhéran
- Tabriz
- Hamadan
- Ispahan
- Karaj
- Khorramabad
- Kashan
- Malayer
- Mashad
- Mianeh
- Sari
- Semnan
- Shahroud
- Shiraz
- Tabriz
- Qom
- Zanjan
- Zahedan

##### Au Turkménistan
Ports
- Türkmenbaşy (Krasnovodsk)

Villes
- Achgabat
- Kizyl Arvat
- Kizyl Atrek

### Personnel
Le transport était principalement effectué par des unités spéciales britanniques et américaines issues du Royal Logistic Corps britannique et Quartermaster Corps américain. Beaucoup de civils alliés travaillèrent en tant que stevedores, comptables ou ingénieurs. Certains furent engagés dans les forces armées pour aider à ces complexes opérations de ravitaillement. En plus de fournir une aide logistique à l'Iran, les Alliés aidèrent au développement du pays. Les Américains étaient les plus appréciés car ils n'avaient pas le passé colonial des Britanniques ou des Russes. Ils conseillèrent par exemple le jeune gouvernement du Shah. Le colonel Norman Schwarzkopf Sr, qui avant la guerre était commissaire de police dans le New Jersey, devint responsable en 1942 de la formation de la jeune gendarmerie impériale iranienne. Par une étrange coïncidence, son fils Norman Schwarzkopf marquera de son nom le Moyen-Orient presque cinquante ans plus tard comme général dirigeant les forces de la coalition lors de la guerre du Golfe (1990-1991).